# Nagy Adrienn (színművész)
Nagy Adrienn (Eger, 1979. április 25. –) magyar színésznő.

## Életpályája
Egerben született, 1979. április 25-én. Középiskolai tanulmányait szülővárosában végezte. A Gárdonyi Géza Gimnázium és Szakközépiskola Óvónőképző szakán érettségizett 1997-ben. Az egri színház Kelemen László Színészképző Stúdiójában 2000-ben végzett, azóta tagja a társulatnak. 2005-től a Gárdonyi Géza Színház színművésze.

## Fontosabb színházi szerepei
- William Shakespeare: Rómeó és Júlia... Montaguené
- William Shakespeare: A tél meséje... Emília (Hermione udvarhölgye)
- Carlo Goldoni: Két úr szolgája... Smeraldina
- Szophoklész: Antigoné... Thébai kar
- Eugene O’Neill: Utazás az éjszakába... Cathleen
- Edward Albee: Nem félünk a farkastól... Honey
- Friedrich Dürrenmatt: Az öreg hölgy látogatása... Első asszony
- Henrik Ibsen: Kísértetek... Regine Engstrand (Helene Alving alkalmazottja)
- Tennessee Williams: A tetovált rózsa... Estelle Hohengarten
- Arthur Miller: Az ügynök halála... Miss Forsythe
- Lev Nyikolajevics Tolsztoj: Anna Karenina... Szülésznő, szakácsnő
- Heltai Jenő: A tündérlaki lányok... Róza
- Móricz Zsigmond: Rokonok... Polgármesterné
- Móricz Zsigmond – Kocsák Tibor – Miklós Tibor: Légy jó mindhalálig... Gazdasszony
- Sarkadi Imre: Elveszett paradicsom... Klári
- Örkény István: Tóték... Gizi Gézáné (egy rossz hírű nő)
- László Miklós: Illatszertár... Második hölgy
- Páskándi Géza: Vendégség... Mária (szolgáló)
- Fekete Sándor: Lenkey tábornok – a tizenegyedik aradi vértanú... Trézsi asszony, Várbeli mosónő
- Gál Elemér: Héthavas gyermekei... Szejke (öreg dajka)
- Márton László: A nagyratörő... Kovacsóczyné Kendi Anna
- Farkas Ferenc: Csínom Palkó... Örzse, daru szolgálója
- Miguel de Cervantes – Dale Wasserman – Mitch Leigh – Joe Darion: La Mancha lovagja... Juanita
- Leonard Bernstein: West Side Story... Velma
- Grimm fivérek: Az ördög három aranyhajszála... Fancsal Néne (mindenki foghíjas öreganyja)
- Szőke Andrea: Mese a fiókból... Csaminyami (a gonosz rágógumi)
- Fésűs Éva: A palacsintás király... Puliszka néne
- Lázár Ervin: A legkisebb boszorkány... Anya-banya; Csillaganya
- E. T. A. Hoffmann: Diótörő... Denevér rokon ((az ikrek))
- Lionel Bart: Oliver... Bet (bakfis, Nancy barátnője)
- Ray Cooney: Páratlan páros... Mary Smith
- Neil Simon: Yonkersi árvák... Bella
- Neil Simon: Pletykák... Cookie
- Pamela Gems: Piaf... Anette
- Galt Macdermot – James Rado – Gerome Ragni: Hair... Lányok
- Ödön von Horváth: Don Juan megjött a háborúból... A nők
- Vajda Katalin: Legyetek jók, ha tudtok... I. Nő
- Vajda Katalin: Anconai szerelmesek... Viktória (a magyar lány)
- Déry Tibor – Pós Sándor – Presser Gábor – Adamis Anna: Képzelt riport egy amerikai popfesztiválról... Riporternő
- Eisemann Mihály – Zágon István – Somogyi Gyula: Fekete Péter...Michonné
- Ábrahám Pál: Bál a Savoyban... Gertl (Musztafa német elvált felesége)
- Lehár Ferenc: Luxemburg grófja... Carolie
- Farkas Ferenc: Csínom Palkó... Örzse, Daru szolgálója
- Arnold Wesker: A konyha... Hettie
- Kálmán Imre: A montmartre-i ibolya... Ninon
- Szamuil Marsak: Tizenkét hónap... Okszana

## Filmek, tv
- Örkény: Tóték (színházi előadás tv-felvétele)